# Gildo de Freitas
Gildo de Freitas, nome artístico de Leovegildo José de Freitas (Porto Alegre, 19 de junho de 1919 — Porto Alegre, 4 de dezembro de 1982), foi um cantor, compositor e trovador brasileiro. Possuía um estilo muito próximo ao do também tradicionalista, Teixeirinha, os dois eram parceiros de trovas e muitas vezes se atacavam nas músicas alegrando as plateias, uma rivalidade feita na brincadeira, com 17 álbuns gravados. Gildo até hoje tem o título de "O Rei dos Trovadores" e também "O Rei do Improviso".

## Biografia
Leovegildo José de Freitas nasceu em Porto Alegre no bairro Passo D'Areia em 16 de junho de 1919, muitos confundem dizendo que ele nasceu em Alegrete, mas ele nasceu em Porto Alegre tendo o título de Cidadão Alegretense, filho de Vergílio José de Freitas e Jorgina de Freitas, Gildo teve 4 irmãos: Juvenal, Alfredo, João e Manuel e 4 irmãs: Maria, Maria Geraldina, Maria José e Mariana Meraldina, e de longe Gildo era o mais esperto, esteve na escola por apenas 7 meses, profissão foram muitas mas apenas uma ele se aprofundou, cantor compositor e trovador tradicionalista.
Gildo começou a trabalhar muito cedo, aos 8 anos de idade, vendia frutas pela vizinhança, com seu trabalho muitas vezes ele via alguns amigos de seu pai tocando gaita, olhando e ouvindo ele aprendeu a tocar, muitas vezes Gildo fugia de casa, e algumas vezes ele cuidava dos cavalos em uma cancha, seu irmão Alfredo tinha uma gaita antiga, e em casa ele treinava gaita. Gildo comprou a sua famosa gaita de oito baixos com 20 anos de idade, até lá ele já tocava nas ruas com a gaita de seu irmão, por volta dos seus 16 anos ele já era quase invencível nos versos, a sua capacidade de improvisar era incrível, aos 18 anos Gildo animava bailes em diversos lugares da capital gaúcha, em 1941 Gildo de Freitas e dona Carminha se casam e passam a ter uma morada fixa na cidade de Canoas. Gildo e Carminha tiveram 5 filhos, Jorge Freitas, Neusa de Freitas, Paulo Tadeu de Freitas, Ermenegildo de Freitas, José Claudio e Eleveogildo José. Gildo de Freitas sempre foi muito justo e leal, sempre que era chamado para uma trova ele aceitava e não desmarcava, Gildo trazia muitas vezes em suas músicas a sua simplicidade, sua honestidade, sua lealdade, sua coragem e carinho pela família e amigos, mas em muitas músicas Gildo e Teixeirinha se atacavam, cantavam coisas para provocar o outro, os dois faziam músicas falando de coisas para provocar o outro, era uma briga que era apenas brincadeira, os dois eram grandes amigos, companheiros, e só faziam isso para divertir o público.
Em 1963 Gildo de Freitas viaja para São Paulo capital, para gravar seu primeiro disco, o "Vida de Camponês", que fez pouco sucesso nos primeiros anos, a partir de 1965, Gildo atingiu o sucesso no Rio Grande do Sul mas, após os anos 70, Gildo já fazia muito sucesso no país e no mundo, ele cantou em todos os estados brasileiros, trazendo mais conhecimento da cultura gaúcha ao público, sempre fazendo trovas, foi considerado o Rei do Improviso e da Trova Gaúcha pois ele fazia verso sobre tudo que vinha em sua mente, Gildo sempre dava muita atenção aos seus fãs, sempre dando autógrafos e tratando todos com muito carinho e dedicação. em 1949, Gildo desaparece em todo o Rio Grande do Sul, sendo considerado morto, mas, felizmente, ele retorna para casa, o motivo do desaparecimento até hoje são desconhecidos. Em 1956, Gildo se torna numa grande atração no programa de rádio Grande Rodeio Coringa. nos anos 70 Gildo teve várias internações hospitalares por problemas de saúde. em 1982 foi gravado seu último disco. o famoso "O Ídolo".

### Morte
Gildo de Freitas faleceu em 4 de dezembro de 1982, aos 63 anos, vítima de causas naturais. Seu corpo está sepultado no Cemitério Municipal Dois de Novembro, em Viamão, na Grande Porto Alegre.

### Legado
A Lei Estadual 8.814/89 instituiu 4 de dezembro, data da morte de Gildo de Freitas e de seu parceiro e rival Teixeirinha como Dia Estadual do Artista Regionalista e Poeta Repentista Gaúcho no Rio Grande do Sul.

## Cronologia
- 1919 - Nasce em Porto Alegre, no bairro Passo D'Areia.[1]
- 1931 - Gildo foge de casa pela primeira vez, aos 12 anos.
- 1937 - É tido como desertor, por não ter se apresentado à convocação militar. Envolve-se na primeira briga séria, onde morre um jovem amigo. Primeira prisão. Cria ódio da polícia.
- 1941 - Casamento com dona Carminha. Passa a ter morada fixa no bairro de Niterói, em Canoas, grande Porto Alegre. Continuam os contratempos com a polícia.
- 1944 - Nasce o primeiro filho depois de dois perdidos. Gildo começa a viajar bastante e a ser reconhecido como trovador. A polícia mantém-se em cima.
- 1949 - Trovador com fama ascendente em todo o Rio Grande do Sul, desaparece de casa e reaparece na fronteira gaúcha. Em longa temporada passada no Alegrete, mal consegue caminhar, com problema de paralisia nas pernas.
- 1950/51 - Em São Borja, conhece Getúlio Vargas e entra em sua campanha política. Param as perseguições policiais. Primeira viagem ao Rio de Janeiro.
- 1953 - Gildo conhece Teixeirinha e os dois fazem uma parceria.
- 1953/54 - Faz fama como trovador nos programas de rádio ao vivo em Porto Alegre. Volta à viver no bairro Passo d'Areia com a família.
- 1955 - Encontro e identificação como Teixeirinha. Muitas viagens. Mudança para o bairro Passo do Feijó e abertura do primeiro bolicho.
- 1956/60 - Torna-se a maior atração do programa Grande Rodeio Coringa, nos domingos à noite. Mais viagens com Teixeirinha.
- 1959 - A parceria de Gildo e Teixeirinha termina, mas os dois continuam se vendo e muitas vezes cantado juntos.
- 1961/62 - Declínio dos programas de rádio ao vivo, televisão começando. Gildo resolve largar de mão a "cantoria" e inventa de criar porcos.
- 1963 - Viagem a São Paulo para gravar o primeiro disco.
- 1964 - É lançado o primeiro LP. Em meados do ano é "convidado" a prestar depoimento sobre suas ligações com o trabalhismo.
- 1965 - Início da célebre disputa com Teixeirinha através dos discos. Jango o convida para viver no Uruguai e ele não aceita.
- 1970/77 - Várias internações em hospitais, sucesso popular das gravações, muitas viagens. A "briga" com Teixeirinha chega ao auge. Mudança para Viamão.
- 1978 - Inaugura em Viamão a Churrascaria Gildo de Freitas e dá início aos bailões.
- 1982 - Grava o último disco, o famoso "O Ídolo", para a mesma gravadora dos outros todos, a Continental. Última internação em hospital, últimas aparições públicas em programas de televisão. Morte em 4 de dezembro.

## Discografia

### Álbuns de Estúdio
- 1964 - O Trovador dos Pampas (Continental/ Chantecler)
- 1965 - Vida de Camponês (Continental/ Chantecler)
- 1966 - Desafio do Padre e o Trovador (Chantecler)
- 1968 - Gildo de Freitas e Sua Caravana (Continental/ Chantecler)
- 1969 - De Estância em Estância (Continental/ Chantecler)
- 1970 - Dupla Alegria dos Pampas - Gildo de Freitas e Zezinho e Julieta (Continental/ Chantecler)
- 1970 - O Rei do Improviso (Continental/ Chantecler)
- 1972 - Desafio de um Paulista e Um Gaúcho (Continental/ Chantecler)
- 1975 - Gildo de Freiutas e Seus Convidados (Continental/ Chantecler)
- 1976 - O Ídolo (Continental/ Chantecler)
- 1977 - Gildo de Freitas e os Taytas (Continental/ Chantecler)
- 1978 - Gildo de Freitas (Continental/ Chantecler)
- 1979 - Mais Sucessos (Continental)
- 1980 - O Rei dos Trovadores (Continental)
- 1982 - Figueira Amiga (Continental/ Chantecler)

### Álbuns Especiais
- 1987 - 20 Anos de Glória (Gravações Elétricas)
- 1989 - Gildo de Freitas Vivo! (Gravações Elétricas)
- 1990 - Lembranças de Gildo de Freitas (Phonodisc)
- 1991 - Os Grandes Sucessos de Gildo de Freitas (Chantecler)
- 1997 - Recordando Gildo de Freitas - Neusa de Freitas
- 2010 - Rodeio Gildo de Freitas - Mensagem Final
- 2015 - Vilmar Gaúcho Canta Gildo de Freitas
- 2016 - Histórias de Gildo de Freitas - Ernesto Fagundes
- 2019 - Gildo de Freitas 100 Anos
- 2019 - Jorge de Freitas canta em Homenagem a Seu Pai